# Zen

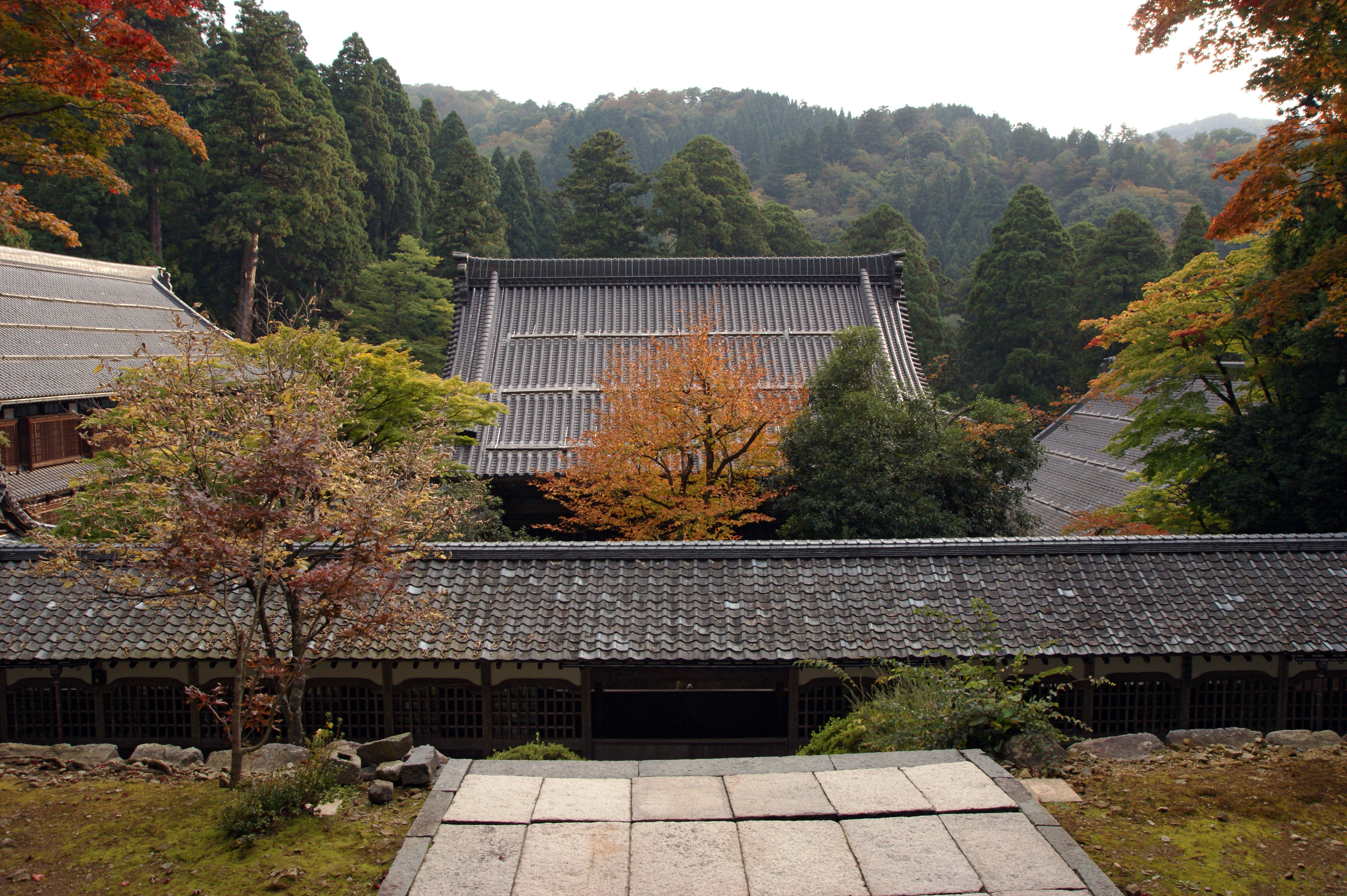
Klášter Eiheidži

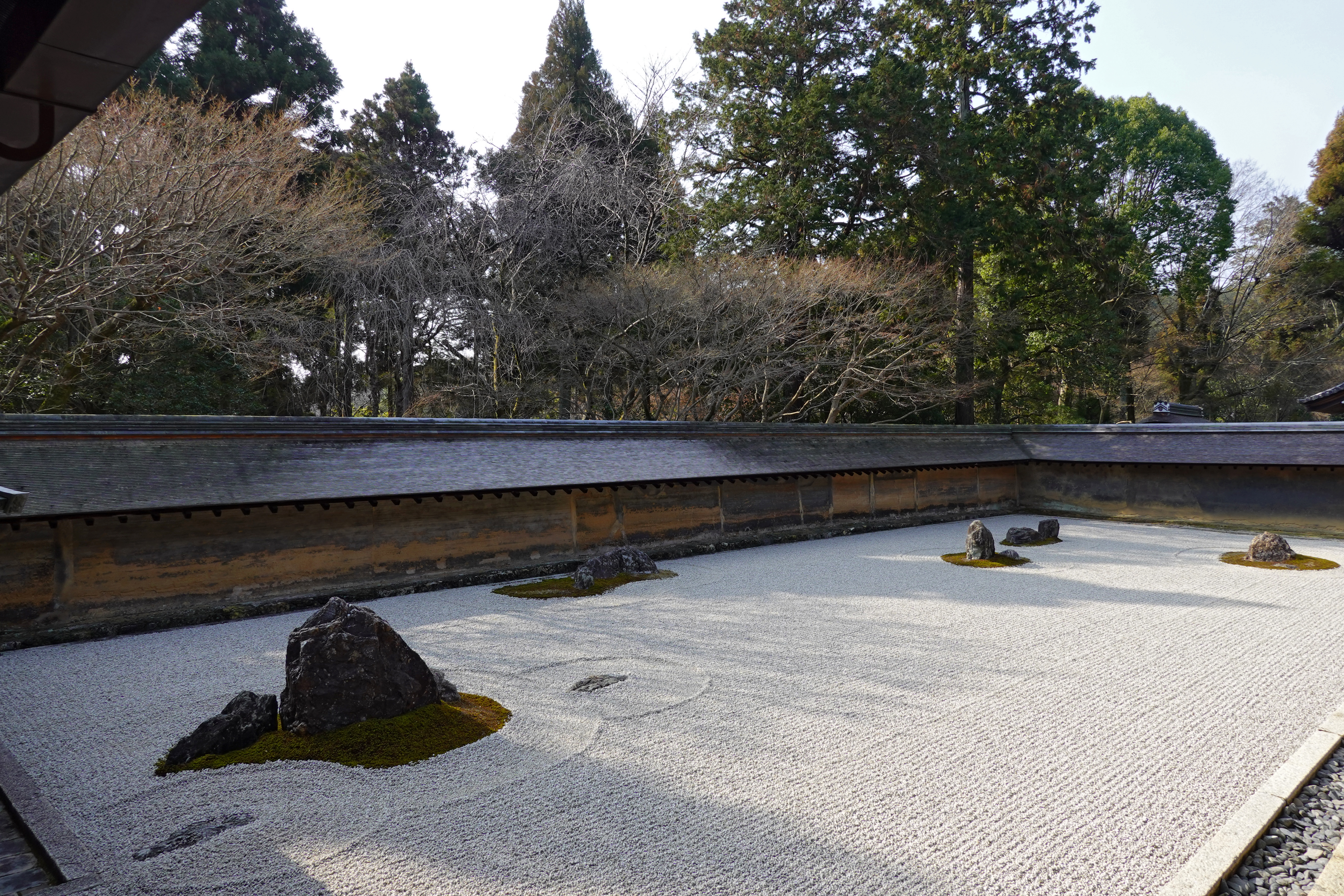
Zenová zahrada

Zen (v čínštině 禅 čchan, ve vietnamštině thiền, v korejštině sŏn, v sanskrtu dhjána) je označení pro odnož mahájánového buddhismu, vzniklou v 5. století v Číně.
Podle tradičního příběhu přinesl zen do Číny indický mnich Bódhidharma roku 520, v Číně zen prosperoval až do doby dynastie Ming (1368–1643), kdy začaly vznikat rozdíly mezi různými školami buddhismu. Později se zen rozšířil do dalších zemí, zejména ve 12. a 13. století do Japonska. Sem přišel zen v podobě sekty Rinzai a sekty Sótó. Svou spontánností a přísností se škola Rinzai stala brzy náboženstvím samurajů a vedla ke „kultu válečníka“. Původně sanskrtský výraz dhjána (ध्यान), označující soustředěné spočívání, byl do čínštiny převzat v podobě čchan (meditace), z čehož se vyvinulo japonské čtení zen.

## Rozdíly mezi tradičním buddhismem a zen-buddhismem
Stoupenci zenu často uvádějí mnoho odlišností zen-buddhismu od tzv. tradičních škol buddhismu, které je možné rozdělit na oblast teorie, morálky a praxe. Následující stručné shrnutí má nejen ukázat základní znaky, které zen odlišují od ostatních škol, ale i opačná stanoviska, která ukazují, že tvrzené rozdíly nemusí být vždy tak zásadní:
1. Rozdíl v chápání významu textů a formální učenosti: Stoupenci zenu často uvádí, že se jedná o učení předávané beze slov, přímo od mysli k mysli, respektive od srdce k srdci bez nutnosti znalosti a studia učených textů buddhismu. Tento přístup zenu pravděpodobně vznikl jako reakce na stavbu obrovských chrámů a svatyní plných soch a závěsných obrazů, kněžských rituálů, důrazu, jenž byl kladen na přesnou znalost Buddhových slov a disputací o jejich významu. Na tyto skutečnosti vzniká zcela přirozená reakce vycházející z myšlenky, že není podstatné, co přesně Buddha řekl, protože smysl jeho slov se vztahuje k místu, času a úrovni jeho posluchačů. Nejdůležitější na celé nauce je ona osobní zkušenost získaná probuzením a s ní spojené vnímání skutečné podstaty světa kolem nás. Přesto však nelze tvrdit, že by dokonce i čínští patriarchové zenu opovrhovali buddhistickými texty a nabádali své žáky, aby se vyhýbali jejich studiu. Například už první čínský patriarcha zenu Bódhidharma svému učedníkovi předal text Lankávatárasútry, která pak byla následně v zenových klášterech studována. Nebo z Tribunové sútry se dozvídáme, že v klášteře pátého patriarchy Chung-žena byla studována Diamantová sútra. Chung-žen údajně „nabádal laickou veřejnost i mnichy, aby recitovali tento spis, neboť to jim pomůže uvědomit si podstatu mysli a tak přímo dosáhnout buddhovství.“[1] Dógen, který přinesl Sótó zen z Číny do Japonska, byl autorem významného spisu Šóbó genzó, který je dodnes v japonských klášterech a zenových meditačních centrech studován.
2. Rozdíl v přijímání konvenční morálky: Jako další rozdíl mezi zenem a tzv. tradičními školami buddhismu je uváděno, že zenoví mistři se necítí být vázáni konvenční morálkou a je-li to účelné, jsou schopni porušit buddhistická pravidla, např. i dokonce zákaz zabíjet živé tvory, jak se traduje ve známém příběhu o mistru Nansenovi, který rozsekl rýčem kotě, když předtím pohrozil svým žákům, že tak učiní, jestliže mu nedají odpověď na jeho otázku ohledně absolutní skutečnosti. Je známo mnoho dalších příběhů, které mají ukázat nezávislost zenových mistrů na morálních normách, jež patří pouze do roviny konvenčního uvažování, kdežto v absolutní realitě mizí rozlišování mezi dobrem a zlem. Na základě takovýchto informací se na západě rozšířily zkreslené představy o zenových mistrech, kteří sedí ve své chýši, popíjejí saké a utahují si ze svých žáků. Naopak v tradičních zenových klášterech vždy panovala velice přísná pravidla, celý den byl rozvržen na přesně stanovené časové okamžiky a žáci museli dodržovat každodenní rituály. Také není úplnou pravdou, že by příslušníci jiných škol, na rozdíl od stoupenců zenu, byli slepě závislí na pravidlech a vždy je dodržovali bez ohledu na konkrétní situaci. Například v mahájánových textech se vypráví o kapitánu, který byl nucen zabít člověka, aby zachránil před smrtí posádku své lodi. Když to v obavách sdělil Buddhovi, ten ho uklidnil, že se nedopustil špatného činu, protože i když zabil člověka, jednal s úmyslem zachránit životy ostatních spolucestujících. Nebo v textech théravády se vypráví příběh o nejmoudřejším Buddhově žáku Sáriputtovi, který dovedl k duchovnímu vhledu bývalého kata díky tomu, že ho před vyslechnutím učení uklidnil tvrzením, že nenese žádnou odpovědnost za smrt stovek lidí, které jako kat popravil.[2]

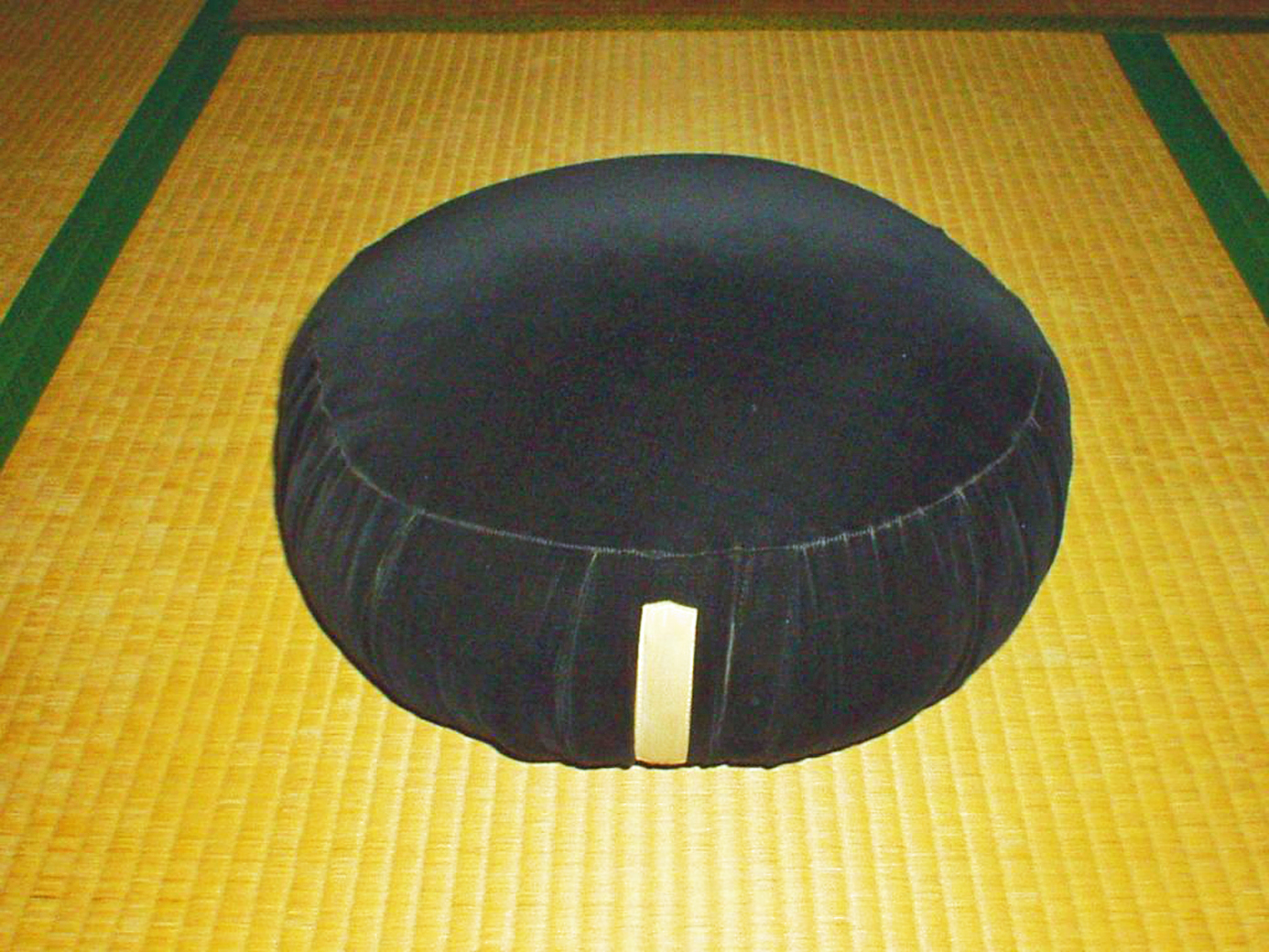
Zafu – meditační podložka
3. Rozdíl v meditační praxi: Pokud se týče rozdílu v samotné praxi, asi nejmarkantnější bude u tzv. školy rinzai. Žák tu dostává za úkol vyřešit zdánlivě nesmyslnou hádanku (kóan), která nemá žádné racionální řešení. Adept se samozřejmě pokouší koán vyřešit pomocí konceptuálního myšlení, až konečně přijde okamžik, kdy se jeho navyklý způsob uvažování zlomí a adept obrátí svou pozornost k pravé podstatě své mysli. Tato praxe je pro zen velice specifická a asi těžko bychom hledali její obdobu u jiných škol. Naopak v tzv. sótó zenu se klade větší důraz na cvičení pozice vsedě – tzv. zazenu. Sótó zen se právě proto v oblasti meditační praxe velice podobá jiným směrům buddhismu, kde je vyučována klasická meditace vhledu (v sanskrtu vipašjaná, v páli vipassaná). Pro zen je také typické, že začátečníku nejsou dávány konkrétní, přesně popsané instrukce. Zenoví mistři neměli ve zvyku podávat přesné návody jak meditovat, nechávali na žáku, aby sám pochopil, co je pro něj nejvhodnější. V tomto přístupu se odráží čínský původ zenu, jelikož v Číně, na rozdíl od více racionálně založené Indie, byl vždy kladen velký důraz na intuici. Další zajímavé specifikum zenu například také spočívá v tom, že i když v klášterech ostatních směrů buddhismu mniši většinou nepracují, v zenu je společná práce (tzv. samu) běžnou součástí duchovní praxe.

## Tradice Zenu

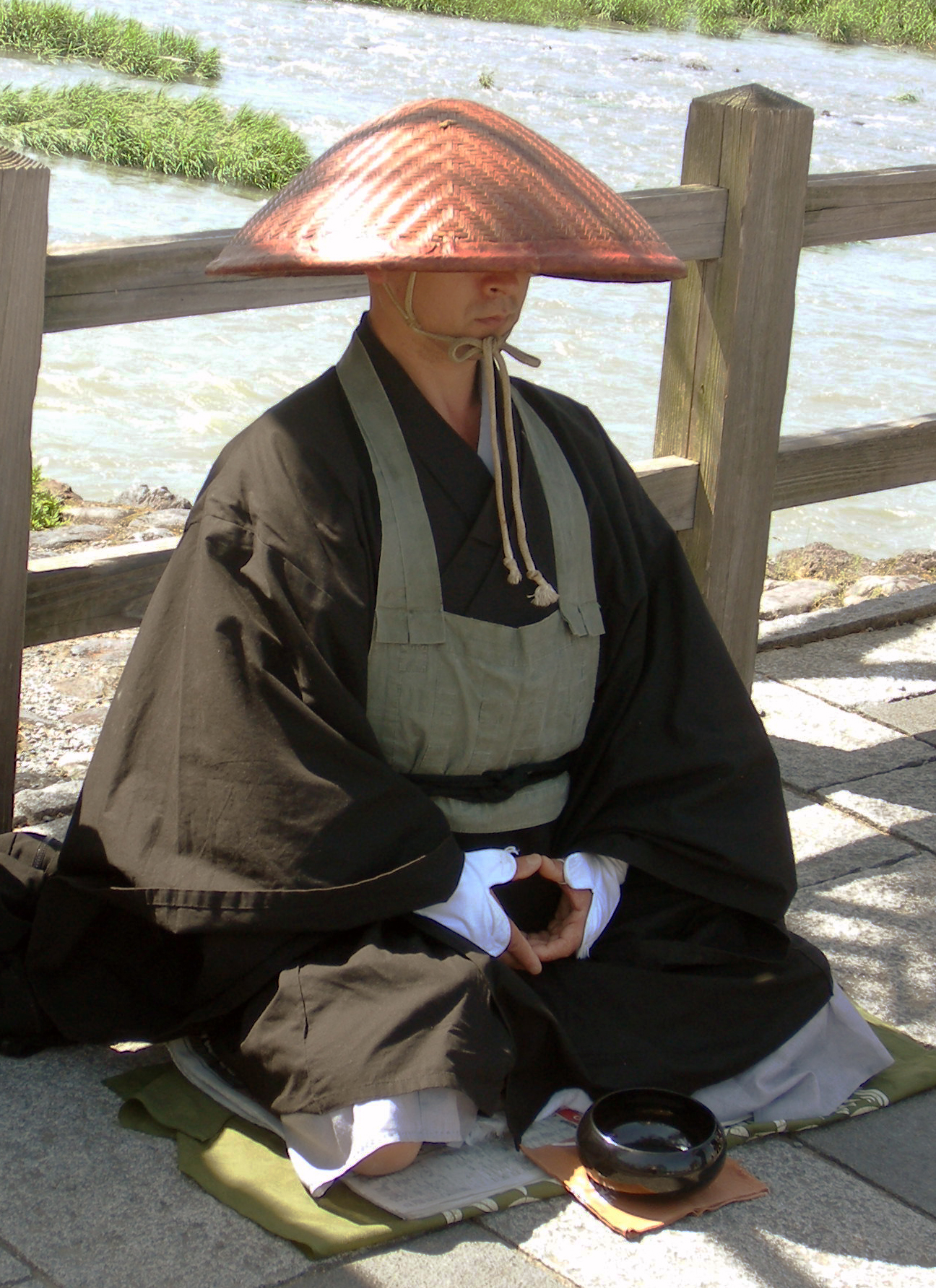
Japonský mnich ze školy Sótó

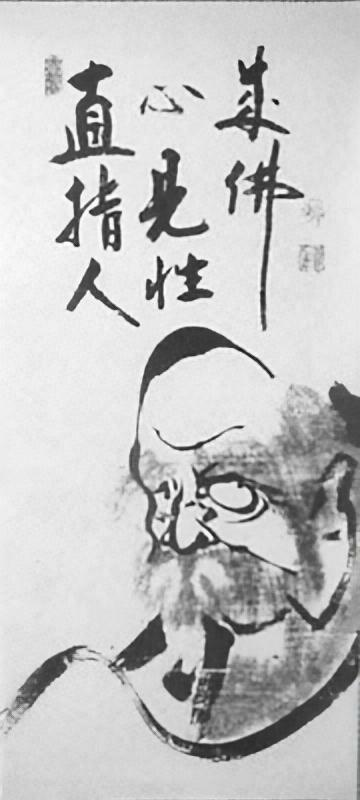
V této japonské kaligrafii Bódhidharmy je psáno: „Zen ukazuje přímo na lidské srdce, podívej se do své přirozenosti a staň se Buddhou.“ Vytvořeno Hakuinem Ekaku (1685–1768)

Mistři raného zenu nezanechali žádné písemné záznamy, protože byli proti jakémukoli písemně předávanému vědění.
Vyznavači zenu zdůrazňují nalezení pravdy skrze „probuzení“. Nalezení pravdy probíhá formou meditace („zazen“), zpravidla vsedě. Všem školám je společné pohrdání studiem textů. Domnívali se, že Buddhova nauka v intelektuálních spekulacích je nepoznatelná a označovali kosmologie za nesmysl, který odvádí od „probuzení“. Podle jejich chápání má každý povahu buddhy a může ji uskutečnit meditací a uvažováním o sobě.
Zen, jak se s ním dnes setkáváme v japonských klášterech školy Rinzai i školy Sótó, klade velký důraz na zazen. Tomuto výcviku je věnováno mnoho hodin denně a velká důležitost se přikládá správnému držení těla a správnému dýchání. Praktikovat zen znamená provádět za-zen, k čemuž škola Rinzai přidává ještě sanzen – periodické návštěvy u roši, při kterých žák předkládá svoje řešení koanu.
Paralely k pořekadlům zenu lze vidět v tantrické písni Sarahy z 10. století.

### Píseň Sarahy
„Jestliže je to již zjevné, k čemu meditace?

A jestliže je to skryté, měří člověk jenom temnotu.

Mantry a tantry, meditace a soustředění, to vše je jen záležitostí sebeklamu.

Neznečišťujte kontemplací myšlenku, která je v podstatě čistá, nýbrž přebývejte v blahu sebe samých a přestaňte s tím trápením.

Ať vidíte cokoliv, je to vpředu, vzadu, ve všech deseti směrech.

Právě dnes dopusťte, aby váš mistr učinil konec sebeklamu!

Přirozenost nebe je původně jasná, ale samým hledáním se pohled zatemní.“

## Patriarchové
Patriarcha je nositelem přímého Buddhova odkazu a jeho nejvyššího učení. Prvním zenovým patriarchou byl Mahákášjapa, přímý žák Buddhy. Slavný je také Bódhidharma, který přinesl buddhismus do Číny a 6. zenový patriarcha Chuej-Neng, autor Tribunové sútry.

### Seznam indických patriarchů zenu (dhjány)
1. Šákjamuni Buddha
2. Mahákášjapa
3. Ánanda
4. Šanavasin
5. Upagupta
6. Dhitika
7. Mišaka
8. Vasumitra
9. Buddhanandi
10. Buddhamitra
11. Paršva
12. Punjajaša
13. Anabódhi
14. Kipimala
15. Nágárdžuna
16. Kanadéva
17. Ráhulabhadra
18. Sanghanandi
19. Sanghajathata
20. Kumaralata
21. Šajata
22. Vasubandhu
23. Manorata
24. Haklénajaša
25. Sinhabódhi
26. Bašašita
27. Punjamitra
28. Pradžňadhara
29. Bódhidharma

### Seznam čínských patriarchů zenu (čchanu)

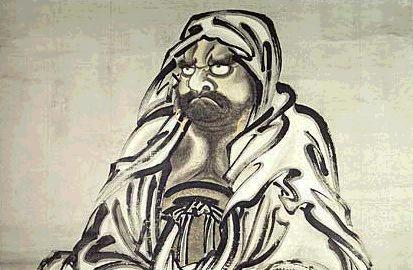
Bódhidharma

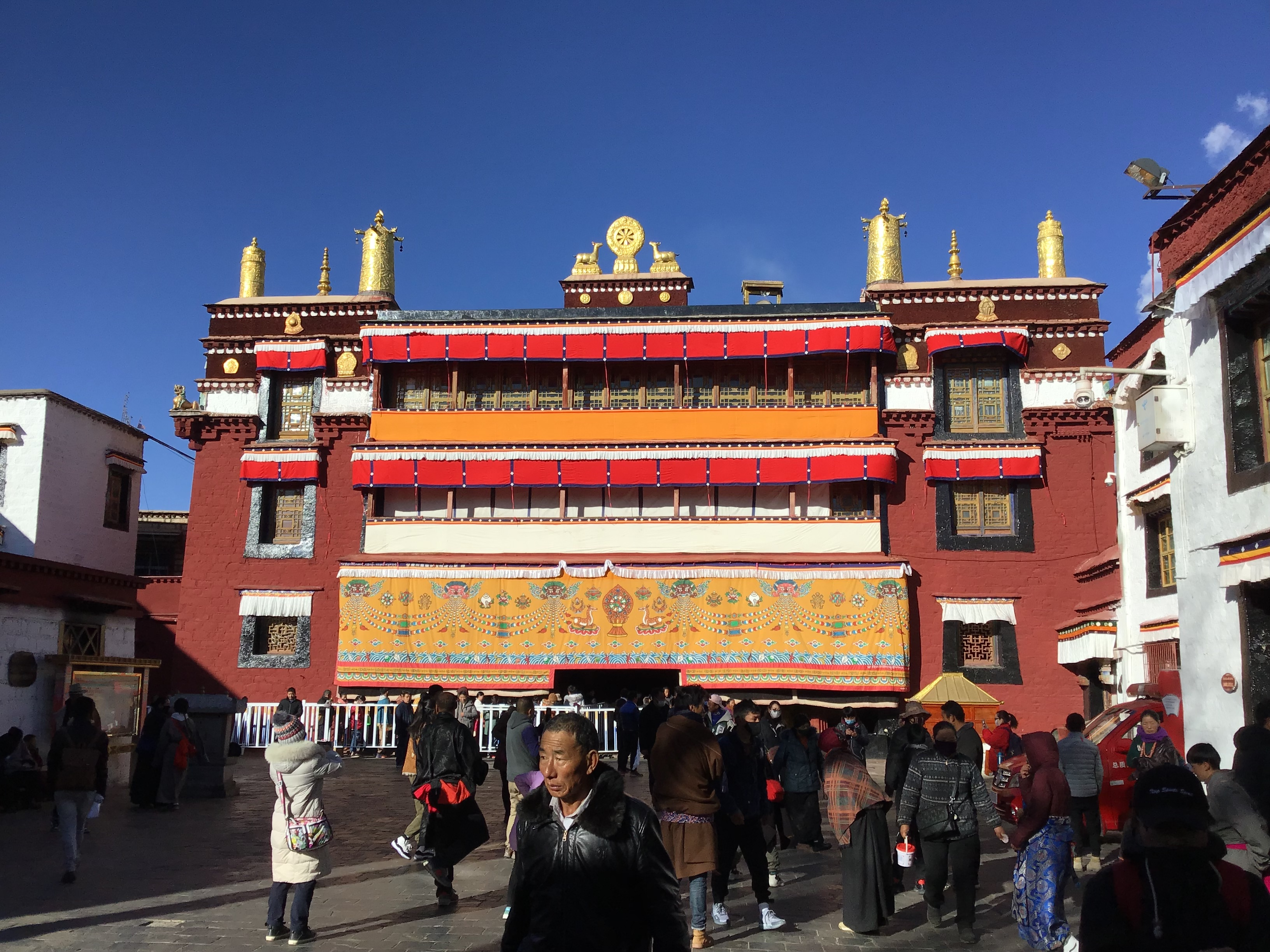
Chrám Ramoče (výjimečně nesprávně označovaný za zenový) ve Lhase v Tibetské autonomní oblasti v Číně.

Tradičně je uváděno těchto 6 čínských patriarchů zenu:
1. Bódhidharma (達摩, čín.: Ta-mo; jap.: Daruma, だるま) okolo 440–528
2. Chuej-kche (Huike) (慧可, jap.: Daiso Eka) 487–593
3. Seng-cchan (Sengcan) (僧燦, jap.: Konči Sósan) ? – 606?
4. Tao-sin (Daoxin) (道信, jap.: Dóšin) 580–651
5. Chung-žen (Hongren) (弘忍, jap.: Daiman Kónin nebo Gunin) 601–674
6. Chuej-neng (Huineng) (慧能, jap.: Daikan Enó) 638–713 (šestý patriarcha čchanu podle tzv. jižní školy)
7. Šen-siou (Shenxiu) (jap.: Džinšú) 605? – 706 (šestý patriarcha čchanu podle tzv. severní školy)

Rozdělení škol na severní a jižní viz Tribunová sútra